# Akusha
Akusha-Dargo fou una federació tribal autònoma dels dargins centrada a la ciutat d'Akusha al Daguestan, avui capital d'un districte. Els "darghins" són esmentats per primer cop amb aquest nom al segle xv.
Alguns clans dargins depenien del Xamkhalat dels Kazi Kumuk; al segle xiv els clans dargins, aliats als àvars, van debilitar al xamkhalat i els territoris dargins es van repartir entre l'usmi de Kaytak i els clans lliures o djamaat agrupats en unions o federacions de clans inicialment en nombre de quatre: Akusha, Usala-Tabun, Makhala-Tabun i Khurkili-Tabun. Kaytak va arribar al cim als segles xvi i xvii i les unions dargins van subsistir fins a la conquesta russa al segle XI
Vers el 1730 el cadi d'Akusha (així com els magnats dels kubetxis) es va sotmetre a Kaplan I Giray que operava per compte de Turquia. En general apareixen sota subjecció del utsmi de Kaytak de qui depenien al segle xviii, dependència que va durar tot el segle. A l'inici del segle xix la supressió de l'usmiat va permetre la unió d'altres federació tribal darguin: Keba-Dargwa, Kutukula, Sergala-Tabun, Usmi-Daegwa, Vakun-Dargwa i Čirak; l'administració va correspondre al cadi d'Akusha. La federació de Sirgha (Siurga) era considerada com a part del mateix grup, però no ho era totalment. El 1819 Akusha va caure en mans dels russos durant la Guerra del Caucas després que Aleksei Iermolov els derrotés en la batalla de Lavashi el 31 de desembre de 1819.i la federació d'Akusha-Dargo fou inclosa a l'oblast rus de Daguestan.
El 1844 es van organitzar societats de darguins (Akushinsky, Tsudaharskogo, Usishinskogo, Mekeginskogo i Urahinskogo) i com a cap de districte fou nomenat el Major Olenich, però al mateix any el cap de districte fou assassinat pels partidaris de l'imam Xamil. La federació es va restaurar sota un qadi i va seguir a Xamil fins al 1854 quan va ser sotmesa i va esdevenir altre cop un districte. El districte Dargin va pertànyer a la província de Derbent, i més tard a la regió de la mar Càspia.